# Michiel van Hulten
Michiel Frans van Hulten (Lelystad, 18 februari 1969) is een Nederlands voormalig politicus. Van december 2005 tot april 2007 was hij voorzitter van de Partij van de Arbeid.

## Levensloop
Michiel van Hulten is de zoon van oud-Kamerlid en oud-staatssecretaris van Verkeer en Waterstaat Michel van Hulten en van oud-wethouder in Lelystad en oud-Statenlid in Flevoland Els van Hulten-Delfgaauw (1937-2019). Als kind woonde hij vier jaar in Mali en Burkina Faso, twee van de armste landen ter wereld. In 1984 verhuisde de familie Van Hulten naar New York, waar vader Michel werkte voor het ontwikkelingsprogramma van de Verenigde Naties, UNDP. Van Hulten behaalde het Internationaal Baccalaureaat aan het Atlantic College in Wales. Van 1985 tot 1987 studeerde hij bestuurskunde aan de London School of Economics (LSE) en Europese bestuurskunde aan het Europacollege in Brugge. Tijdens zijn studententijd werd hij lid van de PvdA en de Jonge Socialisten.

## Politieke en maatschappelijke carrière
In 1993 trad Van Hulten in dienst als beleidsmedewerker bij de vakcentrale FNV in Amsterdam. Daarna was hij achtereenvolgens persoonlijk secretaris (politiek assistent) van minister Jo Ritzen van OCW en beleidsmedewerker bij het secretariaat van de Europese Raad van Ministers. In 1997 werkte Van Hulten mee aan de verkiezingscampagne van Tony Blair in Engeland, in 1998 aan die van de PvdA bij de parlementsverkiezingen in Nederland.
In 1999 werd Van Hulten voor de PvdA gekozen in het Europees Parlement (EP). Hij was lid van de commissie begrotingscontrole, die tot taak heeft fraude en onregelmatigheden aan de kaak te stellen, en richtte met collega's uit andere landen en partijen de 'Campaign for Parliament Reform' op, een groep EP-leden die zich inspant voor een einde aan de maandelijkse 'verhuiskaravaan' van het parlement tussen Brussel en Straatsburg en versobering van de riante onkostenregelingen. In 2002 werd Van Hulten door het weekblad European Voice uitgeroepen tot een van de 'Europeans of the Year'.
In 2003 besloot hij zich niet opnieuw verkiesbaar te stellen en werd hij actief in Policy Network, een internationale politieke denktank gevestigd in Londen. Nadat PvdA-voorzitter Ruud Koole in 2005 bekendmaakte geen nieuwe termijn te ambiëren, stelde Van Hulten zich kandidaat voor het voorzitterschap van de PvdA. Hij kreeg vervolgens in een ledenraadpleging meer stemmen dan Annemarie Goedmakers, Anne Marie Hoogland en Hans Logtens.
Als partijvoorzitter was hij campagneleider bij de voor de PvdA succesvol verlopen gemeenteraadsverkiezingen 2006 en bij Tweede Kamerverkiezingen 2006, waarbij echter lijsttrekker Wouter Bos met een eigen campagneteam opereerde: het Mercuriusberaad. De verwarring en strubbelingen leidden ertoe, dat de PvdA onverwacht negen zetels verlies leed.
In de maanden na de Kamerverkiezingen kreeg Van Hulten intern steeds meer kritiek. Zo zou hij zich te politiek en eigenzinnig opstellen. Nadat hij in het partijbestuur een aantal vernieuwingsvoorstellen presenteerde, lieten drie bestuursleden hem via een brief weten het oneens te zijn met zijn visie. Van Hulten zag dit als een vertrouwensbreuk en liet op 25 april 2007 weten per direct zijn functie neer te leggen. Dezelfde avond trad ook de rest van het bestuur af en werd een interim-bestuur aangesteld onder leiding van Van Hultens voorganger Ruud Koole.
Sinds 2007 werkt Van Hulten weer in Brussel, eerst bij public affairs-kantoor Burson-Marsteller en sinds 2010 als zelfstandig ondernemer. Met zijn in 2011 opgerichte adviesbureau Place Lux richt hij zich voornamelijk op de non-profit sector. Zo was hij van 2011 tot 2013 course leader van het programma FutureLab Europe van het European Policy Centre. Van 2011 tot 2014 was hij managing director van VoteWatch Europe, de organisatie die het stemgedrag van het Europees Parlement en de Raad van Ministers in kaart brengt.
In 2017 was hij mede-oprichter van communicatiebureau BOLDT. Sinds 2019 is hij daar senior advisor.
Van 2014 tot 2017 was Van Hulten als Visiting Senior Fellow verbonden aan het European Institute van de London School of Economics and Political Science.
In 2017 en 2018 werd hij uitgeroepen tot een van de 40 invloedrijkste Twitteraars over de EU.